# La Décharge mentale

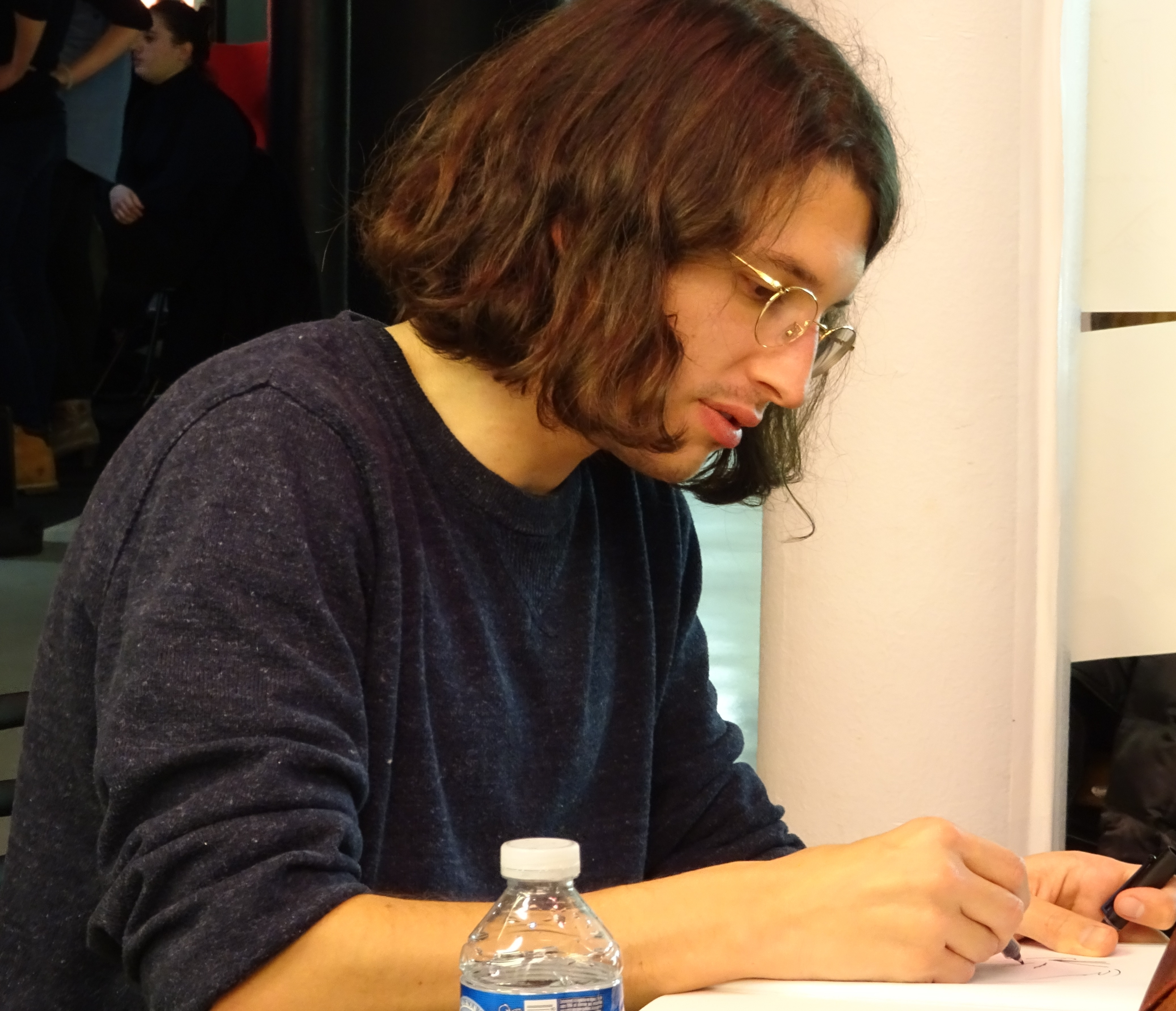
Bastien Vivès en 2017.

La Décharge mentale est une bande dessinée du dessinateur français Bastien Vivès (né en 1984) parue en février 2018 aux éditions Requins Marteaux dans la collection BD Cul. À la suite d'une polémique en 2022 à propos de l'œuvre et des déclarations de Bastien Vivès, cette œuvre est accusée de promouvoir la pédopornographie.

## Contexte de création
Bastien Vivès voulait se moquer de la dessinatrice Emma et de sa série dessinée Fallait demander qui a popularisé le concept de charge mentale pesant sur les femmes. Il avait violemment pris à partie celle ci sur les réseaux sociaux en 2017 à ce sujet.

## Résumé
La bande dessinée relate les aventures de Michel et de Roger, d'anciens amis perdus de vue. Michel va faire la connaissance de la femme et des filles de Roger (de 10, 15 et 18 ans), et avoir des rapports sexuels avec chacune d'elles.

## Réception et critiques
La bande dessinée s'est vendue à 6940 exemplaires. Les avis sont mitigés, et oscillent sur l'appréhension de l'œuvre, entre farce porno et culture du viol et de la pédocriminalité,.

## Polémique
En 2022, la programmation de Bastien Vivès en tant qu'invité d'honneur au festival d'Angoulême, avec une exposition prévue, déclenche une grosse polémique. À cette occasion, le passé de Bastien Vivès ressurgit, et notamment 3 œuvres : Les Melons de la colère, Petit Paul et La Décharge mentale. Deux associations portent plainte contre lui.
Le 6 janvier 2023, Le Parquet de Nanterre ouvre une enquête préliminaire visant Bastien Vivès et les maisons d'éditions Glénat et Les Requins Marteaux.